# Секмет
У египатском митологији, Секмет (/сɛкˌмɛт/ или Секмис, као и Сакмет, Секет, Сакет или Скеме, између осталих изговора), је богиња ратница као и богиња излечења. Приказана је као лавица. Сматрали су је заштитницом фараона и водила их је у ратовању. Након њихове смрти, Секмет је наставила да их штити, носећи их у загробни живот.
Секмет је соларно божанство, које се понекад назива ћерка Ра и често је повезана са богињама Хатор и Баст. Носи Уреус, који је повезује са Вадјетом и краљевством, и соларни диск.

## Етимологија
Секметино име потиче од древне египатске речи схм, што значи „моћ“. Име (старо египатски) се тако преводи као „онај (који је) моћан“. Добила је и називе као што су „(Један) пред којом зло дрхти“, „Господарица страха“, „Дама крвопролића“ и „Она која напада“.

## Улоге
Секмет се сматрала кћерком бога сунца Ра, и била је међу важнијим богињама које су деловале као осветољубива манифестација Раове моћи, Око Ра. Говорило се да Секмет удише ватру, а врели ветрови пустиње упоређивани су са њеним дахом. Такође се веровало да изазива пошасти, које су називали њеним слугама или гласницима, мада се такође веровало да одбија болест.
У миту о крају Раове владавине на земљи, Ра шаље богињу Хатор, у лику Секмет, да уништи смртнике који су се уротили против њега. У миту, Секметина похлепа за крвљу није угушена на крају битке и довела је до тога да је уништила готово цело човечанство. Да би је зауставио, Ра је излио пиво обојено црвеним окером или хематитом тако да је то подсећало на крв. Погрешивши, толико се напила да је одустала од уништења и мирно се вратила до Ра. Исти мит је описан и у прогнозним текстовима Календара срећних и несрећних дана папируса у Каиру 86637.
У другим верзијама ове приче, Секмет се наљутила на превару и напустила Египат, умањујући снагу сунца. Ово је угрозило моћ и безбедност света - тако ју је бог Тот наговорио да се врати и врати сунцу свој пуни сјај.
Секмет се сматрала супругом бога Птаха и мајком његовог сина Нефертема. Такође је речено да је мајка бога лавова, Маахесе.

## Иконографија
Секмет је замишљена као жестока лавица, а у уметности је била приказана као таква или као жена са главом лавице, која је била одевена у црвену боју крви. Понекад хаљина коју носи има узорак розете на свакој дојци, древни мотив лавова, који се може пратити посматрањем длака на лавовима. Повремено је Секмет била представљена и на својим статуама и гравурама са минималном одећом или гола.
Краљевска посмртна постоља креирана су да представљају Секмет, симболизујући њену улогу заштитнице, чак и у смрти. Приказани су на свим сликама обреда балсамовања, приказујући њену главу, карактеристични чупави реп и стопала. У гробнице су на њих постављани ковчези.

Процењује се да је више од седам стотина статуа Секмет некада стајало само у једном погребном храму, Аменхотепу III, на западној обали Нила.
- Секмет из храма Мут у Луксору, гранит, 1403–1365. п. н. е., у Националном музеју, Копенхаген
- Слика ритуалне Менат огрлице, приказује ритуал који се изводи пред статуом Секмет на трону, она је окружена богињама Вадјет као кобре и богиње Некбет као белог супа, симбола Доњег и Горњег Египта које су увек биле су приказане на египатској круни и називане су две даме, око 870. п. н. е. ( Берлин, Музеј Алтес, каталошки број 23733)
- Горњи део трупа и глава богиње Секмет, уметничка галерија и музеј Келвингров, Глазгов.
- Секмет приказана са својим сунчаним диском и круном кобре са рељефа у храму у Ком Омбу.
- Позлаћени носач из гробнице Тутанкамона са приказима Секмет, музеј у Каиру
- Статуа Секмет од црног гранита ископана у Теби (касна 18. династија), Египатски музеј

## Обожавање
Током годишњег фестивала који се одржавао почетком године, фестивала интоксикације, Египћани су плесали и пуштали музику да би умирили дивљину богиње и ритуално пили велике количине вина како би имитирали екстремно пијанство које је зауставило гнев богиње - када је скоро уништила човечанство. Ово се може односити на спречавање прекомерних поплава такође почетком сваке године, када је Нил крваво црвен од муља из узводног тока.
2006. Бетси Брајан, археолог са Универзитета Џонс Хопкинс, која је ископавала у храму Мут у Луксору (Теба), представила је своја открића о фестивалу која су укључивала илустрације свештеница. Учешће на фестивалу је било велико, укључујући свештенице и становништво. Постоје историјски подаци о десетинама хиљада присутних на фестивалу.
Током грчке доминације у Египту, забележен је храм за Маахесе, који је био помоћни објекат великом храму Секмет у Тарему у региону Делта, граду који су Грци звали Леонтополис.